# Giardino botanico Oleksandr Fomin
Il Giardino botanico Oleksandr Fomin (Giardino botanico intitolato all'accademico Oleksandr Fomin; in ucraino Ботанічний сад імені академіка Олександра Фоміна?, Botaničnyj sad imeni akademika Oleksandra Fomina; in russo Ботанический сад имени А. В. Фомина?, Botaničeskij sad imeni A. V. Fomina) è un orto botanico di Kiev.

## Storia

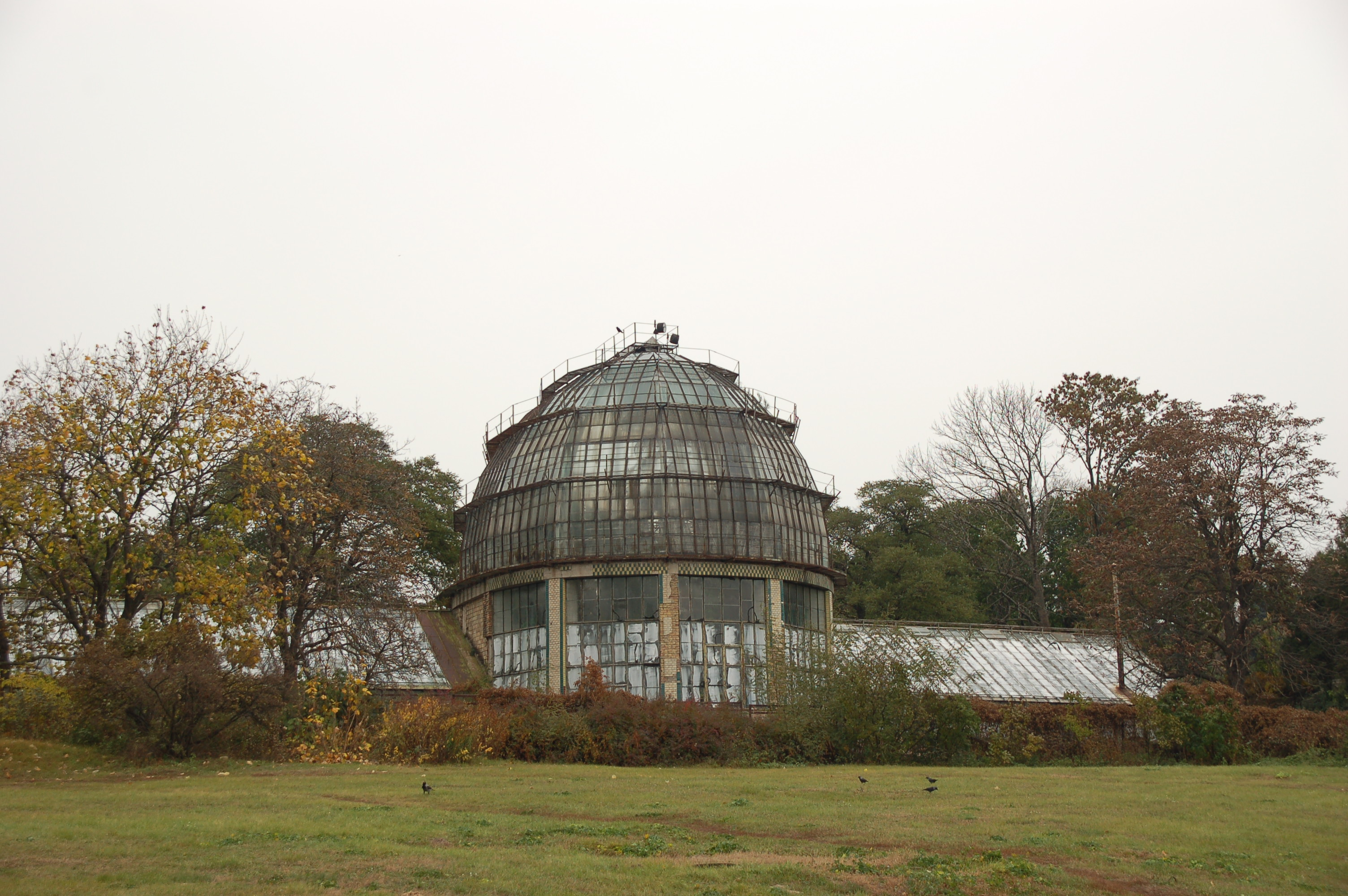
Vecchia serra

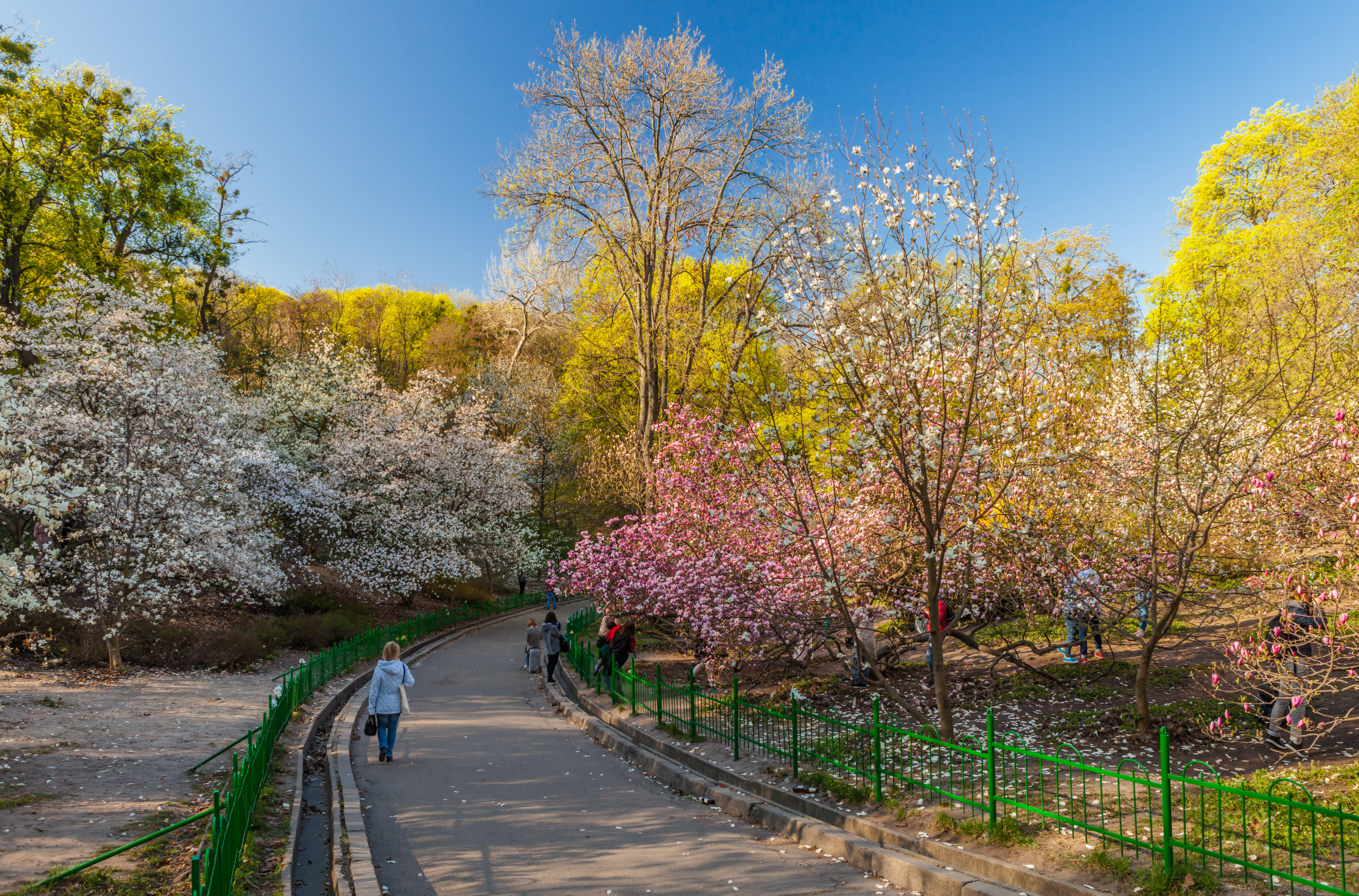
Viale nel giardino botanico

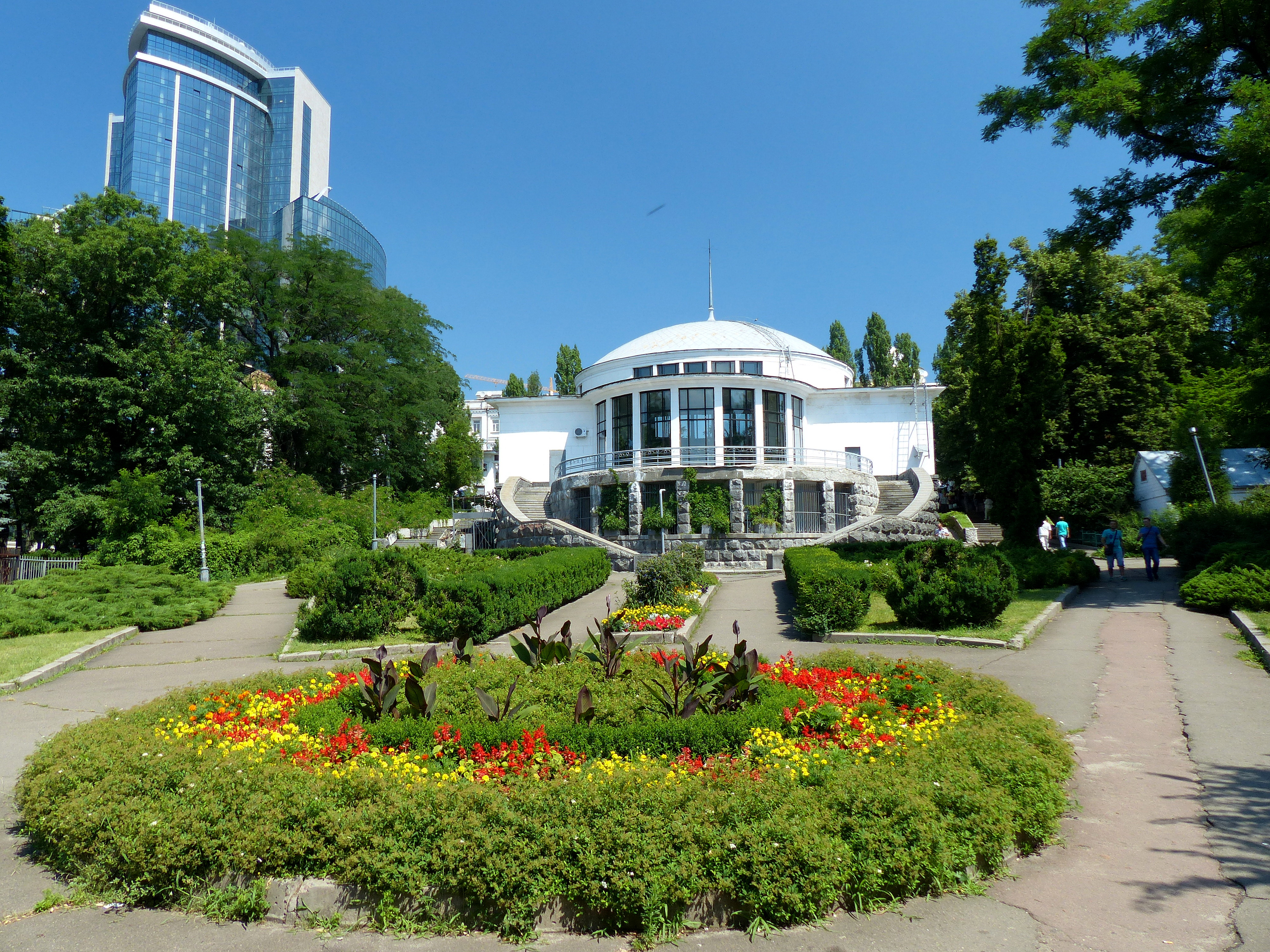
padiglione interno

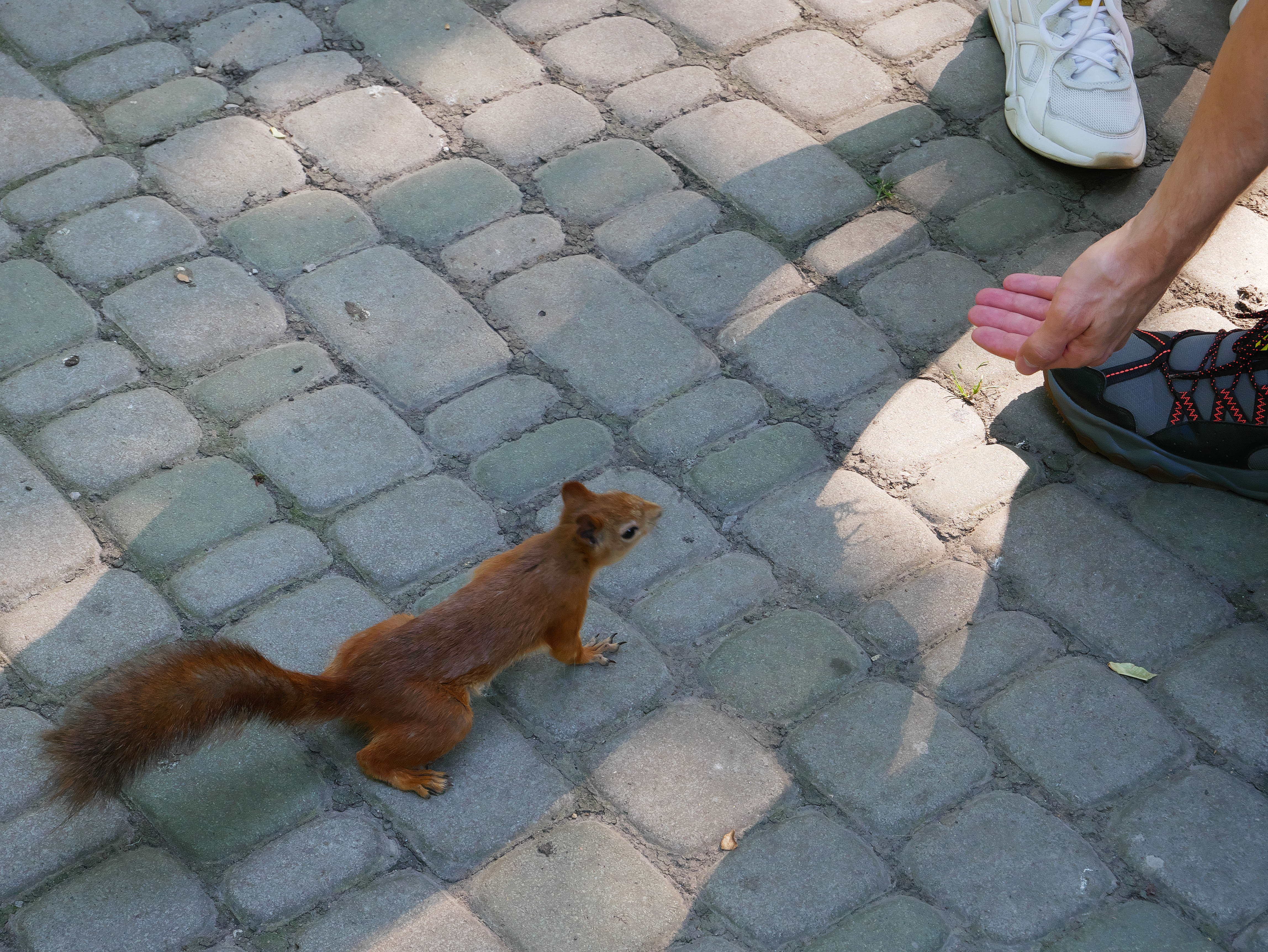
Uno scoiattolo abituato alla presenza dei visitatori del giardino botanico

È uno dei più antichi dell'Ucraina, creato nel 1839 come giardino botanico dell'Università nazionale Taras Ševčenko di Kiev sotto la direzione del botanico di origine tedesca Ernst Rudolf von Trautvetter in precedenza direttore dell'Orto botanico di San Pietroburgo.
Le prime piante furono portate a Kiev dai giardini botanici della Russia e di altri paesi e la struttura acquisì un aspetto più o meno completo solo nel 1852 quando venne recintato.
Lo Zar Nicola I di Russia visitò varie volte il parco.
Nel 1935 il giardino prese il nome dall'accademico e botanico Oleksandr Fomin che per anni diresse il giardino.

## Descrizione
Raccoglie 8.000 specie di piante, 143 registrate come specie rare dell'Ucraina ed è noto per la sua serra con l'importante collezione di piante grasse.

## Leggenda
Secondo una tradizione popolare il sito del giardino in origine appartenne a Lybeda, sorella dei fondatori di Kiev, i principi Kyi, Shchek e Khoriv.